# Trzcinnik lancetowaty
Trzcinnik lancetowaty (Calamagrostis canescens (Weber) Roth) – gatunek rośliny z rodziny wiechlinowatych (Poaceae). Takson w Polsce rodzimy.

## Rozmieszczenie geograficzne
Zasięg gatunku obejmuje niemal całą Europę (z wyjątkiem południowych i północnych krańców), Azję Mniejszą i rejon Kaukazu oraz północną Azję. W Polsce gatunek rodzimy, pospolity na niżu, na obszarach górskich rzadszy.

## Morfologia

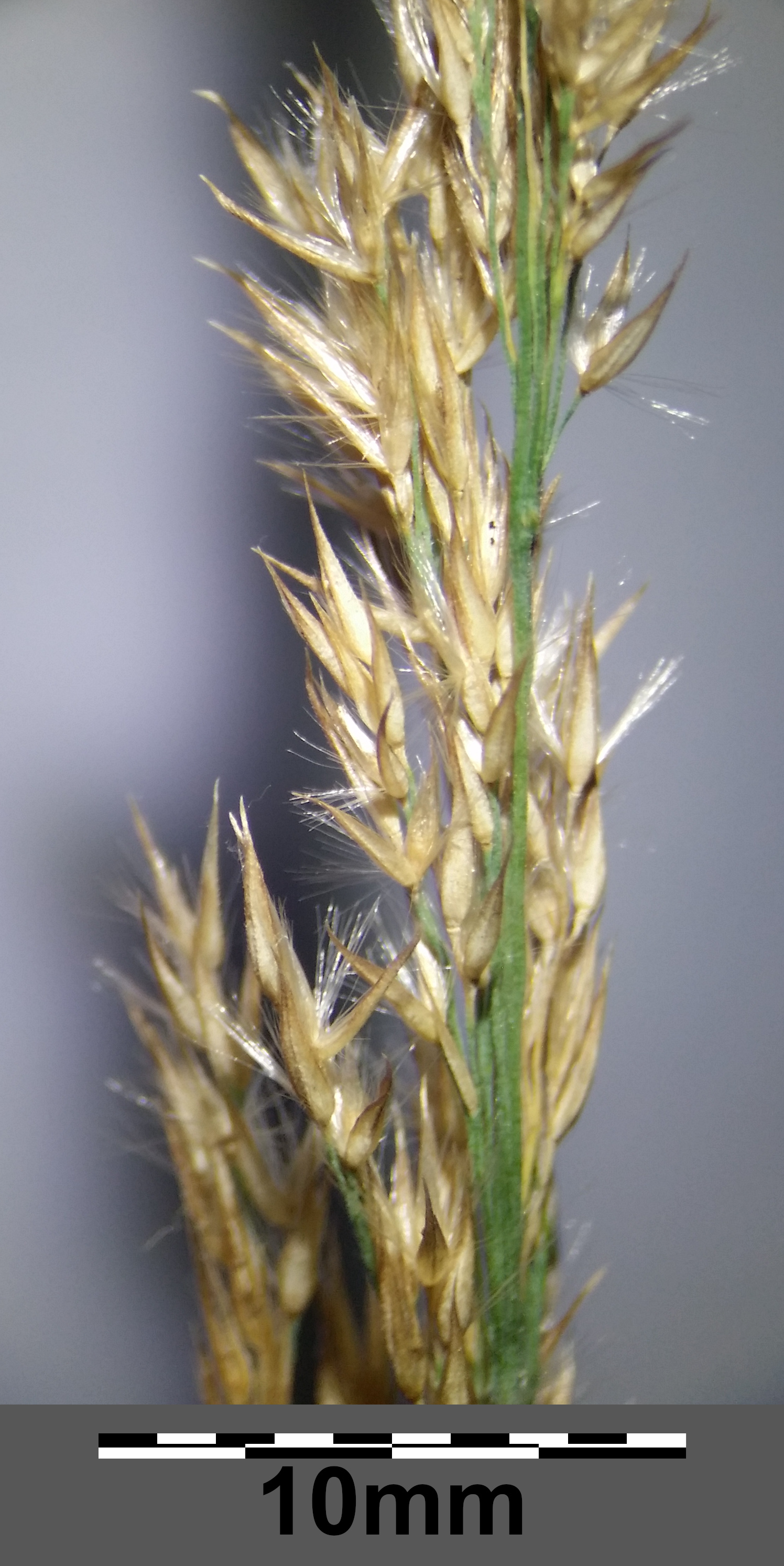
Fragment kwiatostanu

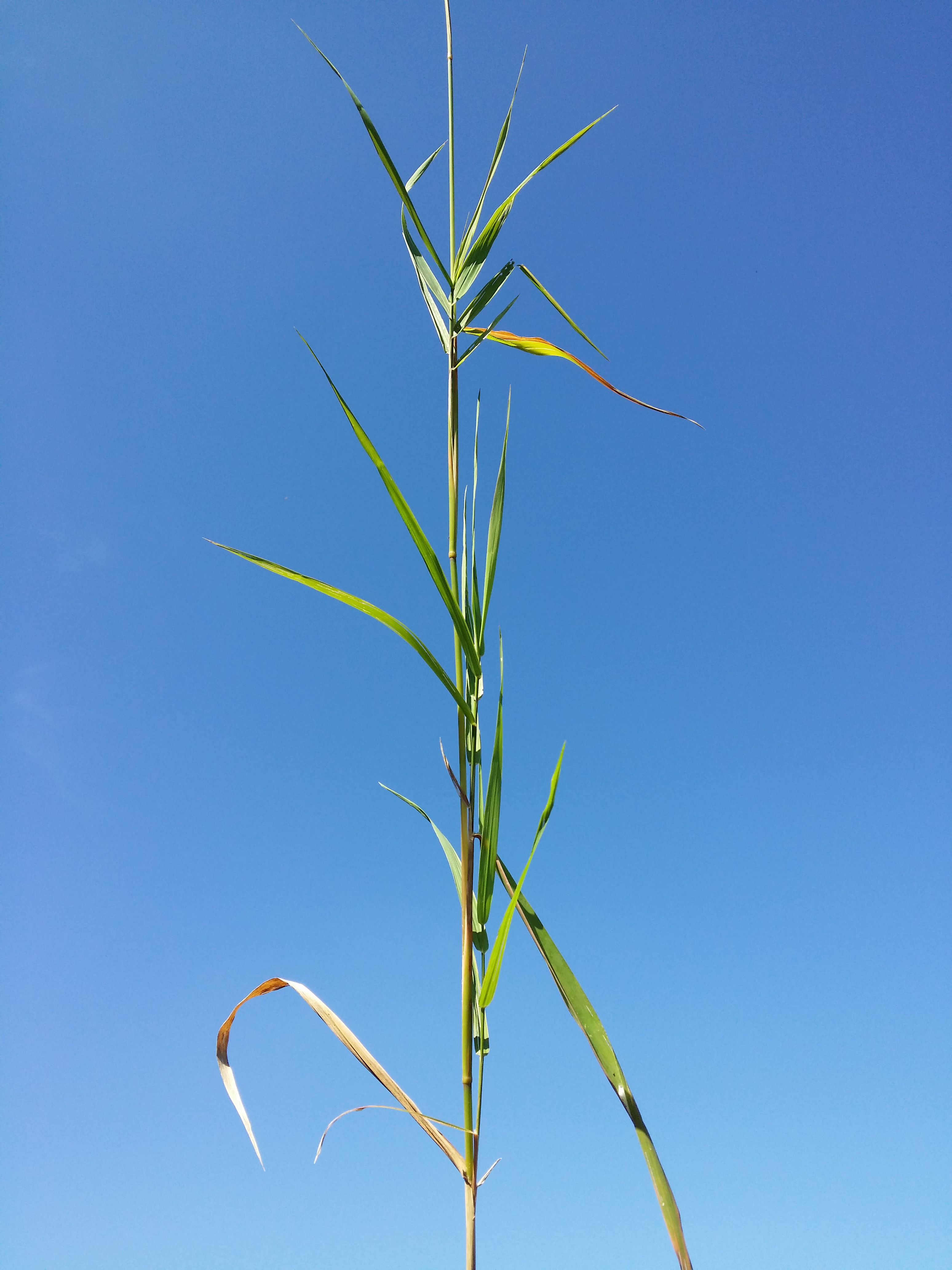
Rozgałęziające się źdźbło

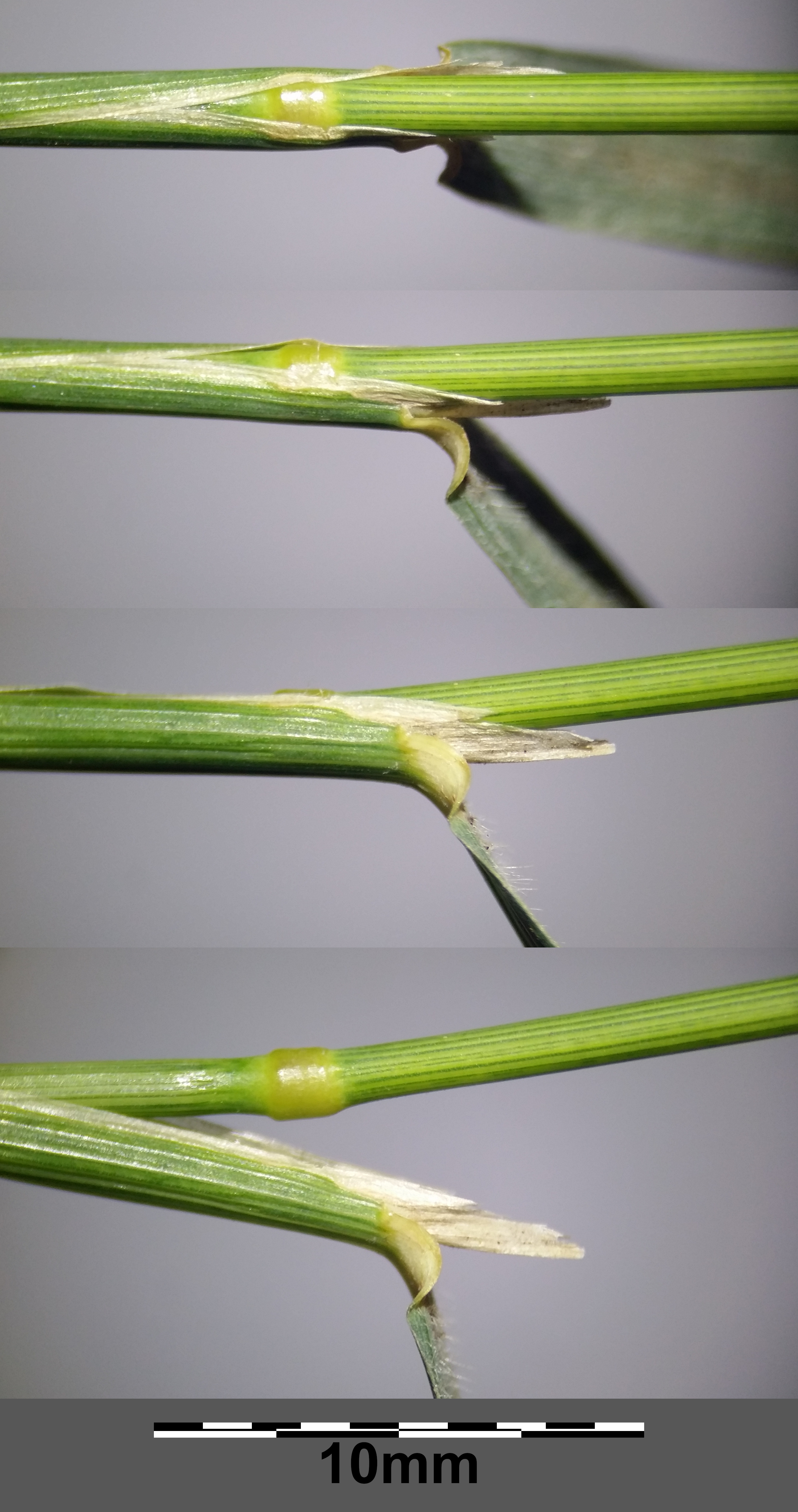
Nasada blaszki z języczkiem

PokrójŻywozielona trawa luźnokępkowa, naga, nieowłosiona. Tworzy trwałe darnie, zakorzenia się głęboko i wytwarza podziemne rozłogi.
ŁodygiŹdźbła, dorastające z kwiatostanem do wysokości  1,2 m, sztywne, wzniesione, w kolankach rozgałęzione, górą zwisające o delikatnych, niekiedy falisto powyginanych gałązkach z równomiernie rozmieszczonymi kłoskami. W części środkowej i górnej źdźbło rozgałęzia się.
LiściePłaskie, jasnozielone lub zielone o długości od 15 do 40 cm, bez ostróg, wąskie o szerokości od 3 do 6 mm, gęsto żeberkowane, sztywne, na brzegach obustronnie szorstkie, krótko owłosione, spodem błyszczące, niekiedy rynienkowato zwinięte. Języczek od 2 do 4 mm długi, nieraz poprzerywany.
KwiatyZebrane w luźne, wiotkie wiechy o długości do 30 cm, górą zwisająca, wąska. Kłoski jednokwiatowe, wąskie, lancetowate, zwykle ciemnofioletowe, rzadziej żółtawe. Plewki skórzaste, dolna plewka krótsza lub niemal równa długością plew, 3-5-nerwowa, u jej podstawy wyrastają długie jedwabiste włoski, służące do rozsiewania z wiatrem ziarniaków, środkowy nerw plewki dolnej przechodzi zwykle w ość. Ość tylko nieznacznie dłuższa od kłoska. Pylniki koloru ciemnofioletowego wytwarzają dużą ilość pyłku.
OwoceZiarniaki.

## Biologia i ekologia
RozwójBylina, autotrof, hemikryptofit — pączki zimujące znajdują się na poziomie ziemi. Kwitnie w czerwcu. Kwiaty są wiatropylne. Owocuje w lipcu. Roślina  mrozoodporna.
SiedliskoRośnie w zagłębieniach o utrudnionym odpływie, na mokrych glebach torfowych i torfowo-mineralnych; na podmokłych łąkach, torfowiskach, w lasach z olszą czarną i zaroślach szerokolistnych wierzb z udziałem olszy, na glebach obojętnych, mokrych, umiarkowanie ubogich. Preferuje stanowiska umiarkowanie zacienione do lekko zacienionych, umiarkowanie ciepłe warunki klimatyczne. W ostatnim dziesięcioleciu obserwuje się przynajmniej lokalnie spadek liczby stanowisk oraz wyraźny ubytek liczebności osobników na stanowiskach. Jest gatunkiem ekspansywnym, bardzo żywotnym i rozrasta się bardzo szybko na glebach mokrych, tworząc jednogatunkowe rozległe połacie, wypiera inne naturalne zbiorowiska roślinne. Za sprawą silnie rosnących rozłogów zagłusza inne gatunki. W leśnictwie traktowany jako uciążliwy chwast w uprawach leśnych. Gatunek neutralny wobec kontynentalizmu.
FitosocjologiaW klasyfikacji zbiorowisk roślinnych gatunek charakterystyczny (Ch.) dla zbiorowisk olsów i zarośli łozowych z klasy (Cl.)  Alnetea glutinosae.

## Zastosowanie
- Ze względu na głęboki system korzeniowy oraz liczne rozłogi podziemne, nadaje się do tworzenia roślinnych zabezpieczeń przed erozją wodną.
- Kwiatostany używane są w zdobnictwie i do suchych bukietów.
- Roślina ozdobna w ogrodach naturalistycznych, stosowana w miejscach zacienionych i wilgotnych. Może być także sadzona nad zbiornikami wodnymi.

## Zmienność
Tworzy mieszańce z trzcinnikiem owłosionym, trzcinnikiem prostym i trzcinnikiem leśnym.